# Джессіка Браун Фіндлей
Джессіка Роуз Браун Фіндлей (англ. Jessica Rose Brown Findlay; нар. 14 вересня 1989) — британська акторка театру, кіно та телебачення.

## Життєпис
Народилася 14 вересня 1989 року у місті Кукем, графство Беркшир, в родині фінансового консультанта Крістофера Фіндлея та шкільної вчительки Беверлі Фіндлей. Джессіка навчалася у групі Національного дитячого балету. Коли їй виповнилося 15 років її запросили до Королівського театру Ковент-Гарден на літній сезон під час гастролей трупи Маріїнського театру. Закінчивши школу, вона вступила до лондонської Школи мистецтв, але вже на другому році навчання перенесла три операції на кісточці, після чого була змушена відмовитися від кар'єри танцівниці. Пізніше вона прослухала курс з історії мистецтв у Центральному коледжі мистецтва та дизайну імені Святого Мартіна, після чого вирішила стати акторкою.
Джессіка Браун Фіндлей була однією з кандидаток на головну роль у фільмі Тіма Бертона «Аліса у Дивокраї» (2010), та її зіграла інша дебютантка Міа Васіковська. 2011 року Браун Фіндлей була обрана на головну роль у фільмі «Альбатрос» Ніала Маккорміка, після чого з'явилася у двох епізодах серіалу «Покидьки». Справжній успіх принесла роль леді Сібіл Кроулі у телесеріалі «Абатство Даунтон». Також вона зіграла у другому епізоді серіалу «Чорне дзеркало» — «П'ятнадцять мільйонів нагород». Успішними стали головні ролі у серіалах «Лабіринт» (2012), "Таверна «Ямайка» (2014) та «Куртизанки» (2017—2019).

## Особисте життя
Наприкінці 2016 року Браун Фіндлей почала зустрічатися з актором Зіггі Хітом (Ziggy Heat), з яким вступила у шлюб 12 вересня 2020 року. 5 листопада 2022 року у пари народилися двоє синів-близнюків.

## Фільмографія
| Рік       |    | Українська назва                                      | Оригінальна назва                         | Роль                                         |
| --------- | -- | ----------------------------------------------------- | ----------------------------------------- | -------------------------------------------- |
| 2009      | кф | Чоловік на мотоциклі                                  | Man on a Motorcycle                       | дівчина в ліжку                              |
| 2009—2011 | с  | Покидьки                                              | Misfits                                   | Рейчел                                       |
| 2010—2012 | с  | Абатство Даунтон                                      | Downton Abbey                             | леді Сібіл Кроулі                            |
| 2011      | с  | Чорне дзеркало                                        | Black Mirror                              | Ебі (епізод «П'ятнадцять мільйонів нагород») |
| 2011      | ф  | Альбатрос                                             | Albatross                                 | Емілія Конан Дойл                            |
| 2012      | с  | Лабіринт                                              | Labyrinth                                 | Елейс                                        |
| 2014      | ф  | Зимова фантазія                                       | Winter's Tale                             | Беверлі Пенн                                 |
| 2014      | ф  | Колискова                                             | Lullaby                                   | Карен                                        |
| 2014      | ф  | Клуб бунтівників                                      | The Riot Club                             | Рейчел                                       |
| 2014      | с  | Таверна «Ямайка»                                      | Jamaica Inn                               | Мері Йеллан                                  |
| 2015      | с  | Вигнанець                                             | The Outcast                               | Еліс Олдрідж                                 |
| 2015      | ф  | Віктор Франкенштайн                                   | Viktor Frankenstein                       | Лорелей                                      |
| 2016      | ф  | Чарівні чудові                                        | The Beautiful Fantastic                   | Белла Браун                                  |
| 2017      | ф  | Англія моя                                            | England Is Mine                           | Ліндер Стерлінг                              |
| 2017      | мф | Ми – монстри                                          | Monster Family                            | Фей (голос)                                  |
| 2017—2019 | с  | Куртизанки                                            | Harlots                                   | Шарлотта Веллс                               |
| 2018      | тф | Гамлет                                                | Hamlet                                    | Офелія                                       |
| 2018      | ф  | Клуб любителів книг і пирогів з картопляного лушпиння | The Guernsey Literary and Potato Peel Pie | Елізабет Маккенна                            |
| 2020      | ф  | Вигнання                                              | The Banishing                             | Маріанна                                     |
| 2020—2021 | мс | Кастлванія                                            | Castlevania                               | Ленор (голос)                                |
| 2020      | с  | Прекрасний новий світ                                 | Brave New World                           | Леніна Краун                                 |
| 2021      | ф  | Мюнхен. На порозі війни                               | Munich – The Edge of War                  | Памела Легат                                 |
| 2021      | мф | Ми – монстри 2                                        | Monster family 2                          | Фей (голос)                                  |
| 2022      | с  | Квартира на двох                                      | The Flatshare                             | Тіффані «Тіффі» Мур                          |
| 2022      | ф  | Воїни веселки                                         | Iris Warriors                             | міс Шоу                                      |
| 2022      | ф  | Висяче сонце                                          | The Hanging Sun                           | Леа                                          |
| 2022      | с  | Життя після життя                                     | Life After Life                           | Іззі Тодд                                    |

## Ролі у театрі
- 2015 — «Орестея» (Есхіл) — Електра (Театр «Алмейда»[en])
- 2016 — «Дядя Ваня» (А. П. Чехов) — Соня (Театр «Алмейда»)
- 2017 — «Гамлет» (В. Шекспір) — Офелія (Театр «Алмейда»)
- 2024 — «Ворог народу» (Генрік Ібсен) — Катаріна Стокманн (Театр герцога Йоркського[en])